# Vlčí hora (Černošín)
Die Vulkankuppe Vlčí hora (deutsch Wolfsberg, 703 m) befindet sich westlich der Stadt Černošín im Okres Tachov, Tschechien. Auf einem südöstlichen Ausläufer befindet sich die Ruine der Burg Volfštejn (Wolfstein). Der Basanit entstand vor rund 11,7 Millionen Jahren.

## Goethe und der Wolfsberg

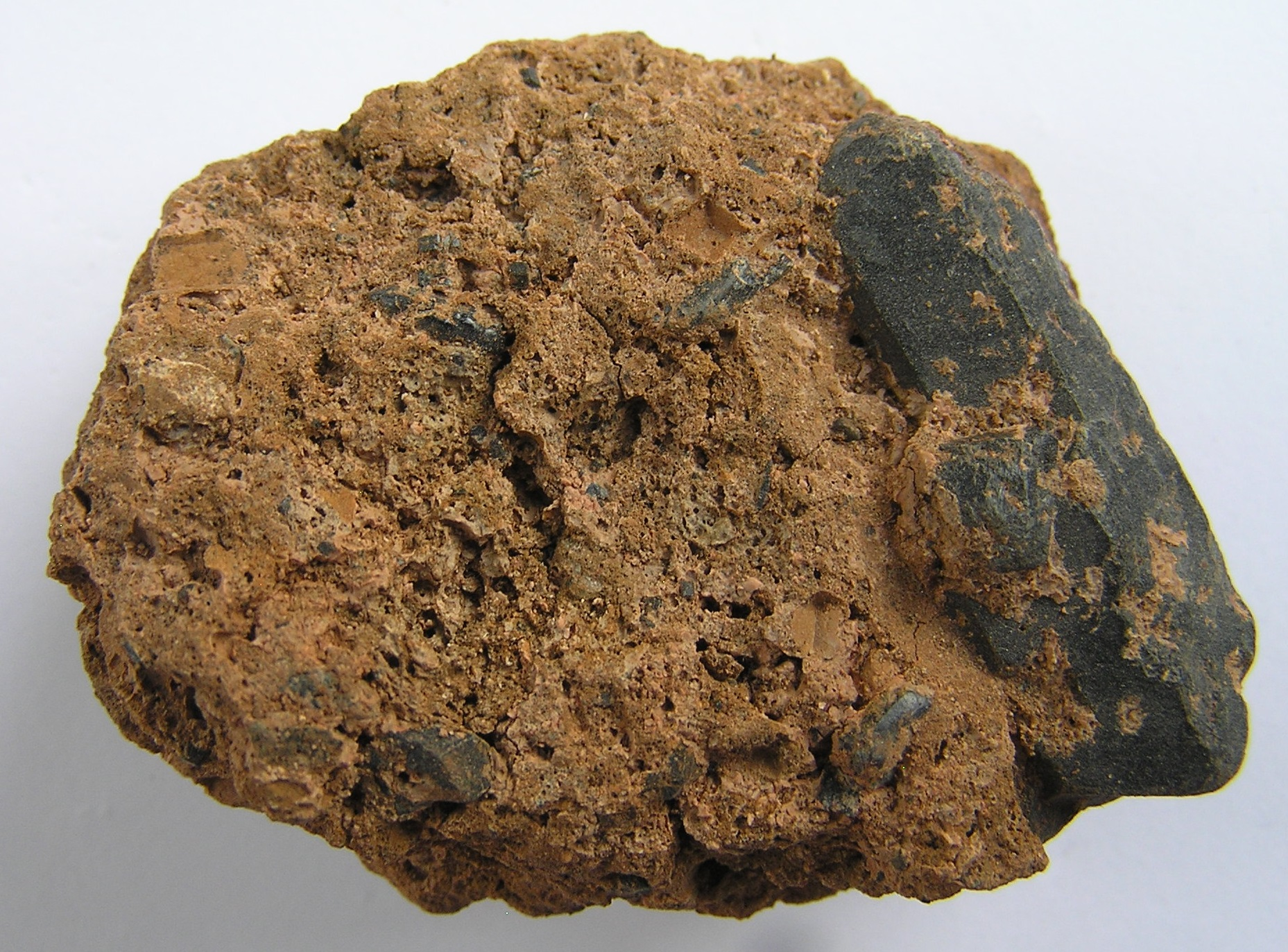
Tuffit von der Vlčí hora mit idiomorphem Augit-Kristall

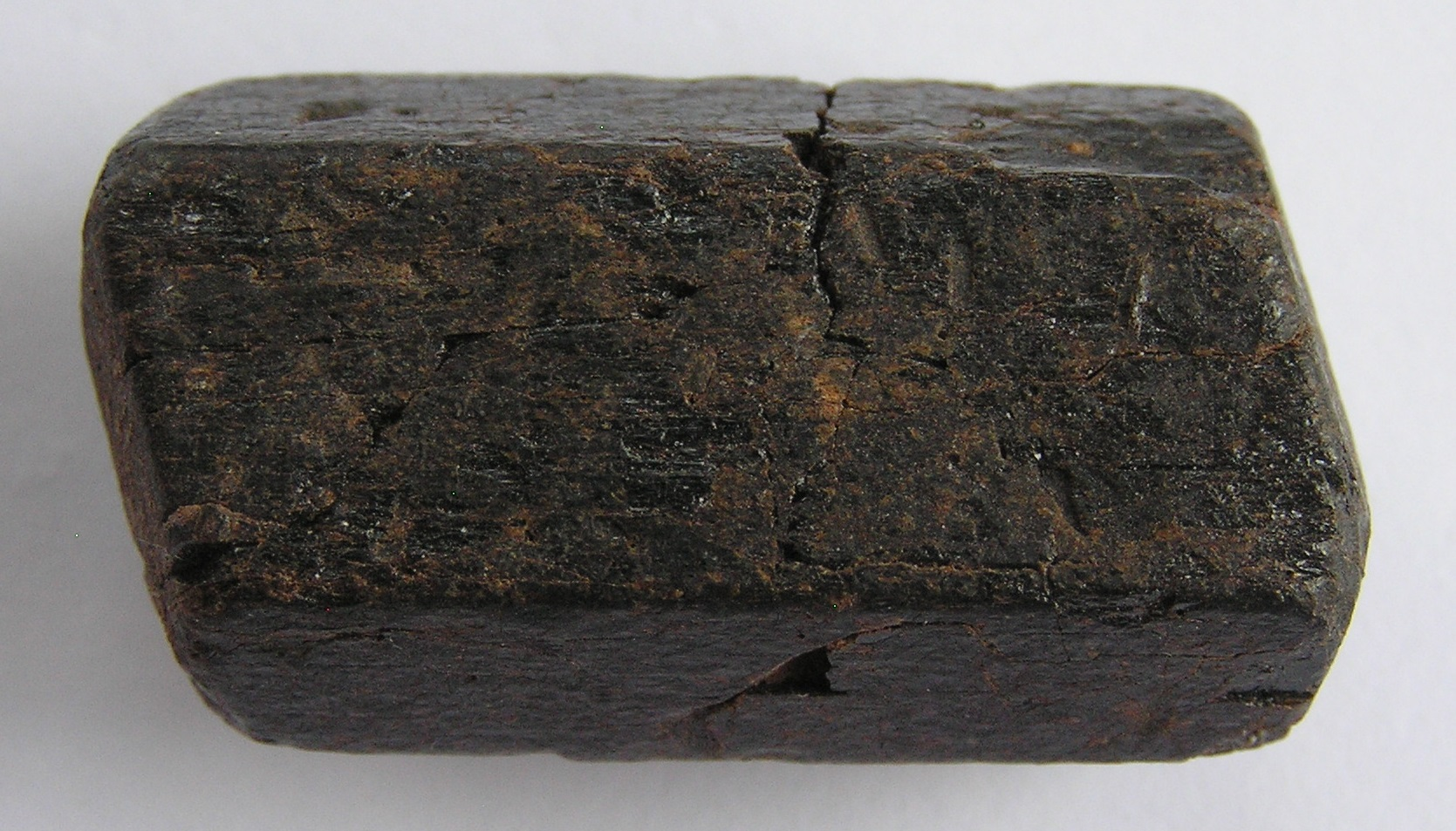
Kaersutit von der Vlčí hora

Ab 1823 befasste sich Johann Wolfgang von Goethe im Rahmen seiner mineralogischen Studien mit den Gesteinen des böhmischen Vulkans. Sowohl die großen Augite als auch die Amphibole (Kaersutit) haben ihn dabei besonders interessiert. Da sich Goethe speziell für die Entstehung dieser idiomorphen Kristalle interessierte, wurden vom Chemiker Johann Wolfgang Döbereiner in Jena Schmelzversuche an diesen Kristallen durchgeführt. Ebenso wurde Frédéric Soret von Goethe beauftragt, die Augite und Amphibole des Wolfbergs morphologisch zu charakterisieren. Seine Ergebnisse wurden daraufhin in einer von Goethe herausgegebenen Zeitschrift (Zur Naturwissenschaft Überhaupt) in französischer Sprache unter dem Titel Catalogue Raisonné des variétés d´Amphiboles et Pyroxène rapportées de Bohème par S. E. Monsieur le Ministre d´État de Goethe veröffentlicht. Von Hans Prescher wurde diese Arbeit in deutsche Sprache übersetzt und veröffentlicht.